# Valerie Blanchard
Valerie Blanchard   (París, 1965) és una pintora francesa que actualment resideix a Barcelona. Exposa a bars, associacions culturals i a alguna galeria d'art; i es dedica a il·lustrar cartells de grups de teatre, músics i esdeveniments culturals, entre d'altres. Acostuma a dur una llibreta d'esbossos arreu per a plasmar en pintures tot allò que li ve al cap quan no és al taller.

## Biografia
Blanchard va néixer a París, però va tenir una infantesa molt nòmada. Als 8 anys, va anar a viure al sud-est de França, i a partir dels 19, va treballar en sectors molt diversos, que van de l'agricultura a la música. Fins i tot va passar un temps en el món del circ i va viure 8 mesos a l'Amèrica del Sud. Quan en tenia 35, va anar a viure a Marsella; i el 93, a Granada.
Allà, va descobrir la seva vocació pictòrica mentre feia de model per al pintor japonès Toshima Yasumasa. Fins aquell moment havia dibuixat i prou, però en part gràcies a l'esma de Toshima, va decidir-se a prendre el camí de la pintura. És així que ha esdevingut artista autodidactament: n'ha après tota sola perquè no n'ha fet mai classes.
Tanmateix, després d'una estada a Marsella, quan va tornar a la ciutat andalusina havia esclatat la crisi del 2008; així que es va mudar a Barcelona per a veure si millorava la seva situació econòmica. Va ser així: de fet, d'ençà del 1993, exposa regularment la seva obra a França, Espanya, Alemanya i Bèlgica. Per exemple, el 2012, va exposar en la galeria d'art eixamplenca red03. També exhibeix des del 2013 les pintures que feia en la Mostra d'Art Pintors del Pi, prop de les Rambles. Del novembre al desembre de 2018, ho va fer a la galeria artAmore de Sitges. Aleshores, el maig de 2019 va ser a l'Institut Francès de Barcelona; i el juny, a l'associació cultural La Contra Artnocal del Poble-sec, a Barcelona. L'estiu següent, va fer una mostra d'un sol dia a la Bodega Saltó del mateix Poble-sec, un local on havia exposat tot el mes de febrer de 2017. Finalment, va ensenyar la seva obra a l'Ateneu Llibertari de Gràcia el juny de 2022.

## Estil
Blanchard sovint representa escenes quotidianes de l'ésser humà en què analitza l'entorn on viu. Té un estil falsament naïf i caracteritzat per la ironia; empra colors vius, pintura acrílica i una multitud de detalls per a construir-lo. La seva filosofia artística és:
| «                                      | Els peus a terra i el cap als núvols. | » |
| — Valerie Blanchard, Valerie Blanchard |                                       |   |